# Pseudomyrmex pazosi
Pseudomyrmex pazosi es una especie de hormiga del género Pseudomyrmex, subfamilia Pseudomyrmecinae. Esta especie fue descrita científicamente por Santschi en 1909.

## Distribución
Se encuentra en Cuba y las Antillas Mayores.